# Antoine van der Linden
Antoine van der Linden (Róterdam, Países Bajos; 17 de marzo de 1976) es un futbolista neerlandés. Juega de defensor y su equipo actual es el Heracles Almelo de la Eredivisie de los Países Bajos. 

## Trayectoria

### Sparta Rotterdam
Debutó en el Sparta Rotterdam de su ciudad natal en 1997, donde jugó hasta 2000, cuando fue transferido al Swindon Town inglés de la League One, donde jugó regularmente. En la escuadra de Róterdam jugó 32 partidos sin marcar ningún gol.

### Swindon Town
En el Swindon Town marcó su primer gol de manera profesional, pero solo estuvo un año puesto que en 2001 volvió a su país natal a jugar en el FC Emmen de la Eerste Divisie.

### FC Groningen y Marítimo
En 2003 van der Linden fue transferido al FC Groningen, de la Eredivisie, donde participó como titular durante cuatro años hasta 2007. Ese año fue traspasado al Club Sport Marítimo de Portugal, donde coincidió con su actual compañero Darl Douglas en el Heracles Almelo. Van der Linden jugó además en la reserva del equipo portugués.

### Heracles Almelo
En julio de 2009, y a los 33 años de edad, van der Linden fue adquirido por el Heracles Almelo de la Eredivisie, volviendo nuevamente a su país natal, en reemplazo del belga Jan Wuytens que era transferido al FC Utrecht. En esa temporada de la Eredivisie, el Heracles alcanzó el sexto lugar en la tabla de posiciones, y van der Linden contribuyó habiendo marcado un tanto en la goleada por 4-1 ante el RKC Waalwijk que se encontraba en última posición.
Actualmente es el capitán del club.

## Clubes
| Club             | País         | Año       |
| ---------------- | ------------ | --------- |
| Sparta Rotterdam | Países Bajos | 1997-2000 |
| Swindon Town FC  | Inglaterra   | 2000-2001 |
| FC Emmen         | Países Bajos | 2001-2003 |
| FC Groningen     | Países Bajos | 2003-2007 |
| CS Marítimo      | Portugal     | 2007-2009 |
| Heracles Almelo  | Países Bajos | 2009-     |